# Delta Nilu

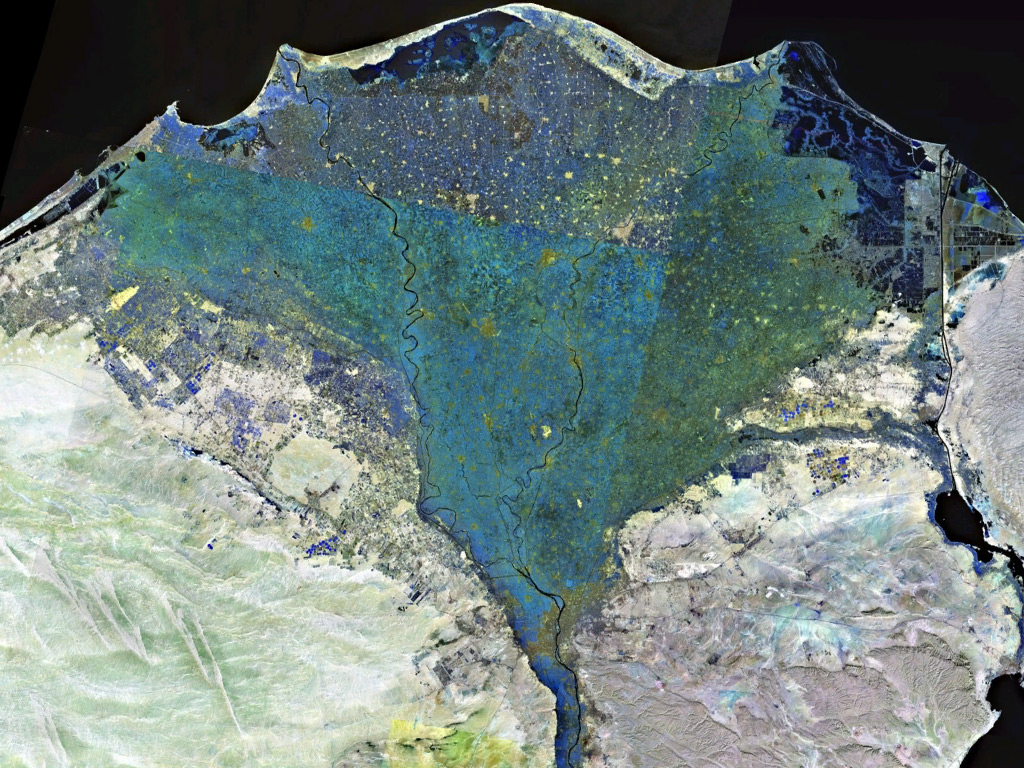
Zdjęcie satelitarne Delty Nilu wykonane przez NASA (kolory są fałszywe)

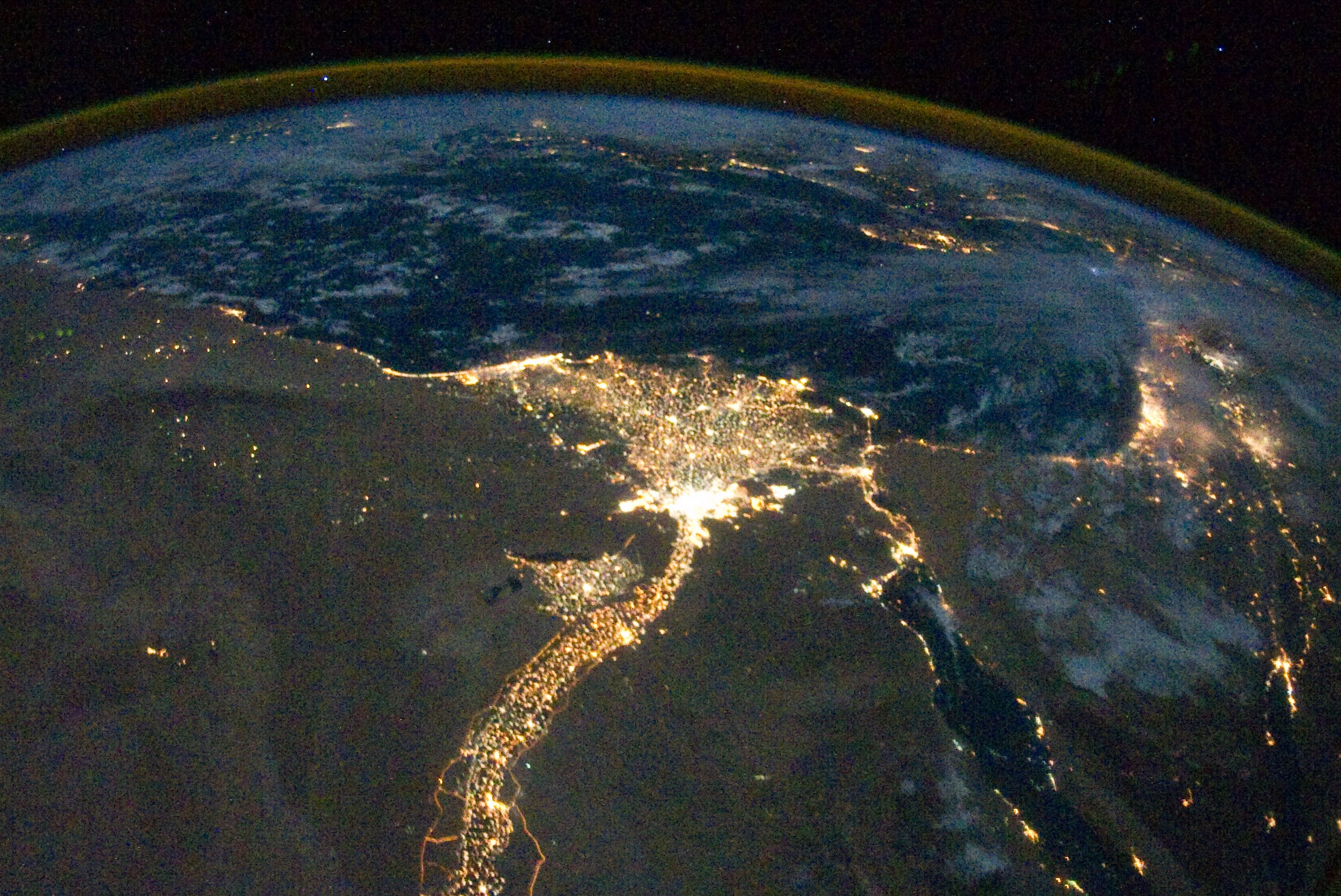
Sieć osiedleńcza w delcie Nilu, na zdjęciu widoczne oświetlone miejscowości leżące nad rzeką

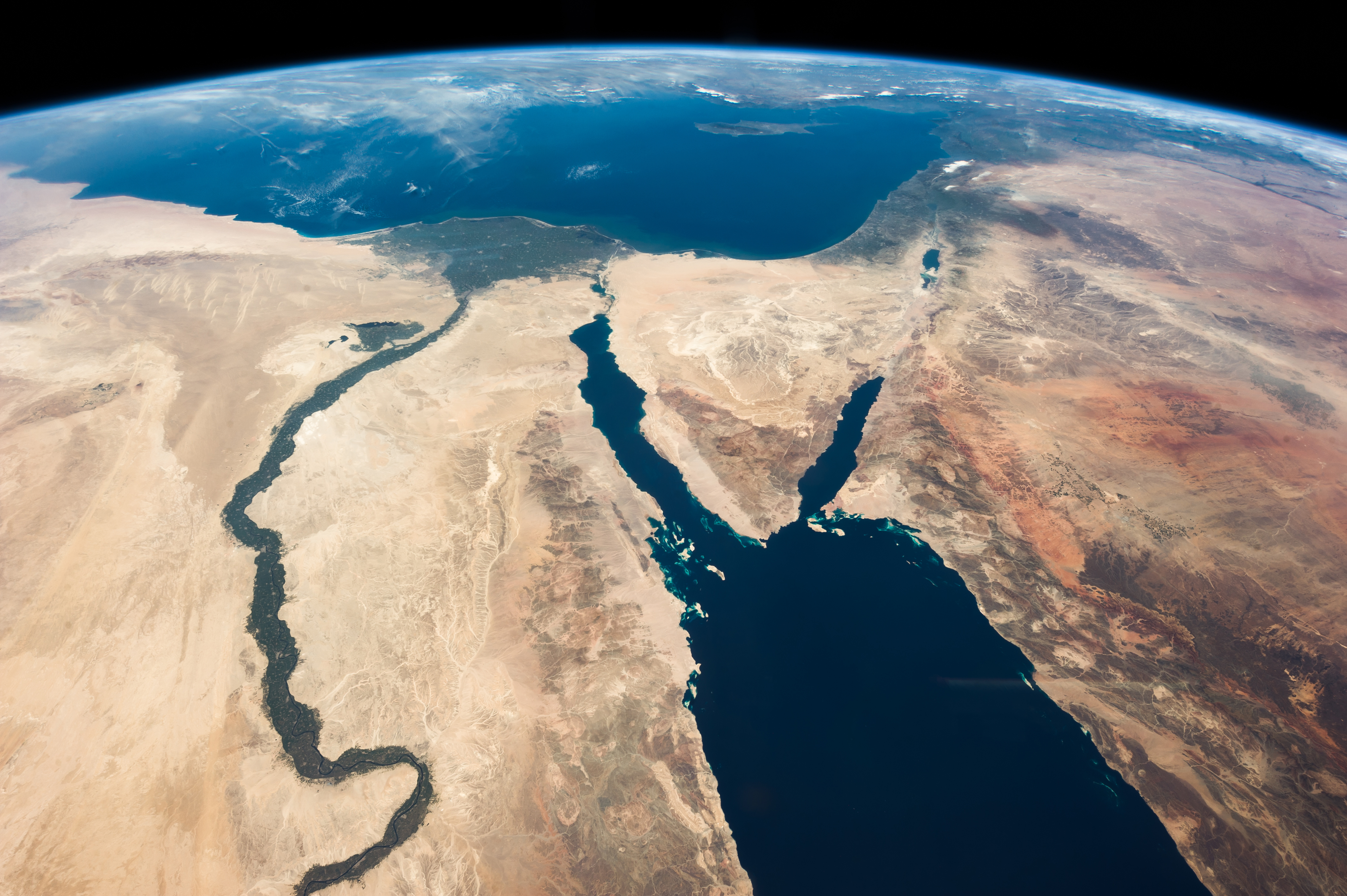

Delta Nilu – rozległa delta rzeki Nil w północnym Egipcie, w miejscu gdzie wpada ona do Morza Śródziemnego.
Jest jedną z największych delt świata, jej powierzchnia wynosi 22 tys. km². Zaczyna się na północnych przedmieściach Kairu i rozciąga do morza na długości 175 km, osiągając szerokość około 220 kilometrów. Tworzą ją dwa główne ramiona Nilu: Damietta i Rosetta wraz z wielką liczbą drobnych, naturalnych i sztucznych kanałów, przybrzeżnych jezior i zalewów. Deltę ograniczają, jak wierzchołki trójkąta, trzy miasta: na zachodzie Aleksandria, na wschodzie Port Said i na południu Kair.
Obszar delty, o typowo akumulacyjnym charakterze, jest stale poszerzany przez materiał niesiony przez wody Nilu. Miąższość osadów tworzących deltę ma ok. 97 m grubości. Ich spąg leży więc głęboko poniżej poziomu morza, co świadczy o tym, że wybrzeże systematycznie obniżało się w tym miejscu.
W delcie Nilu panuje klimat śródziemnomorski z niewielkimi opadami deszczu. Poziom opadów deszczu waha się od 100 do 200 mm w skali roku, przy czym większość tych opadów przypada na miesiące zimowe. Najwyższe temperatury występują w lipcu i sierpniu, średnio 30 °C, maksymalnie nawet 48 °C. Temperatury w zimie wahają się między 5 a 10 °C. Ze względu na swój łagodny, jak na Afrykę, klimat jest to więc miejsce bardzo atrakcyjne turystycznie.
Delta Nilu stanowi obszar gęsto zasiedlony i intensywnie zagospodarowany. Delta wraz z doliną Nilu stanowią obszar ok. 4% powierzchni Egiptu, na którym mieszka 98% ludności kraju.
Delta również jest określana, już od czasów starożytnych, jako Dolny Egipt. Stolicą Delty było miasto Buto, a w Delcie, która administracyjnie była podzielona na 20 nomów, znajdowały się liczne miasta starożytne, m.in.: Sais, Bubastis, Awaris, Bilbeis, Kanopos, Leontopolis, Mendes, Peluzjum, Tanis i Aleksandria.
Do największych miast Delty zaliczają się obecnie: Aleksandria, Damietta, Damanhur, Ismailia, Al-Mansura, Port Said i Tanta.
W roku 2021 zapowiedziano budowę Nowej Delty Nilu. Koszt przedsięwzięcia wynosi ok. 5,2 miliarda dolarów.